# Liste der Stolpersteine in Bönen
Die Liste der Stolpersteine in Bönen enthält alle Stolpersteine, die im Rahmen des gleichnamigen Kunst-Projektes von Gunter Demnig in der Gemeinde Bönen in drei Verlegeaktionen verlegt wurden.
| Adresse            | Name               | Inschrift                                                                           | Verlegedatum  | Bild                                                             | Anmerkung                               |
| ------------------ | ------------------ | ----------------------------------------------------------------------------------- | ------------- | ---------------------------------------------------------------- | --------------------------------------- |
| Zechenstraße 4 ·   | Eva Kaufmann       | Hier wohnte Eva Kaufmann Jg. 1885 deportiert 1941 Łodz ermordet                     | 29. Apr. 2013 | Stolperstein Bönen Zechenstraße 4 Eva Kaufmann                   | geboren am 13. Februar 1885 in Kapellen |
| Zechenstraße 4 ·   | Adolf Poppert      | Hier wohnte Adolf Poppert Jg. 1888 Flucht 1937 England überlebt                     | 29. Apr. 2013 | Stolperstein Bönen Zechenstraße 4 Adolf Poppert                  |                                         |
| Zechenstraße 4 ·   | Clara Poppert      | Hier wohnte Clara Poppert geb. Kaufmann Jg. 1887 Flucht 1937 England überlebt       | 29. Apr. 2013 | Stolperstein Bönen Zechenstraße 4 Clara Poppert                  |                                         |
| Zechenstraße 4 ·   | Ruth Linge         | Hier wohnte Ruth Linge geb. Poppert Jg. 1920 Flucht 1937 England überlebt           | 29. Apr. 2013 | Stolperstein Bönen Zechenstraße 4 Ruth Linge                     |                                         |
| Bahnhofstraße 92 · | Sally Brandenstein | Hier wohnte Sally Brandenstein Jg. 1879 Flucht 1938 Tod in Shanghai: 29. April 1942 | 4. Mai 2011   | Stolperstein Bönen Bahnhofstraße 92 Sally Brandenstein           |                                         |
| Zechenstraße 1 ·   | Laura Keil         | Hier wohnte Laura Keil Jg. 1879 Flucht 1939 Belgien überlebt                        | 25. Mai 2012  | Stolperstein Bönen Ecke Bahnhofstraße Zechenstraße Laura Keil    |                                         |
| Zechenstraße 1 ·   | Gerda Laronne      | Hier wohnte Gerda Laronne geb. Keil Jg. 1911 Flucht 1934 Palästina überlebt         | 25. Mai 2012  | Stolperstein Bönen Ecke Bahnhofstraße Zechenstraße Gerda Laronne |                                         |
| Zechenstraße 1 ·   | Lisa Haalman       | Hier wohnte Lisa Haalman geb. Keil Jg. 1915 Flucht 1936 Palästina überlebt          | 25. Mai 2012  | Stolperstein Bönen Ecke Bahnhofstraße Zechenstraße Lisa Haalman  |                                         |